# Nils John Nilsson
Nils John Nilsson, né le 6 février 1933 et décédé le 23 avril 2019, est un chercheur américain en informatique. Il est un des pionniers de l'intelligence artificielle et a notamment enseigné l'ingénierie informatique à Stanford, où il avait le grade d'« enseignant Kumagai ». Il a publié de nombreux travaux, notamment dans la robotique, représentation des connaissances et en planification.

## Biographie
Nilsson est né en 1933 à Saginaw, une ville du Michigan. Il reçoit son doctorat à l'université Stanford en 1958, et passe la majeure partie sa carrière à SRI international, un laboratoire de recherche privée issu de l'université Stanford,.
Il a servi en tant que lieutenant dans l'US Air Force de 1958 à 1961, notamment à Rome et à New York,.

## Carrière

### SRI International
En 1966, Nilsson commence en collaboration avec Charles Rosen et Bertram Raphael la construction de Shakey, un robot qui modèlise son environnement à l'aide de plusieurs capteurs, planifie des tâches et les exécute,. Cette réalisation constituait une grande avancée dans le domaine de l'intelligence artificielle, car même si l'idée de décider des actions d'un robot est attribuée à John McCarthy, l'équipe de Nilsson est la première à assembler ces capacités au sein d'un seul agent. Ils développeront aussi l'algorithme de recherche A*, et seront parmi les pionniers du champ de la planification,.
Ils développent ensuite l'algorithme STRIPS, dont le modèle de représentation des données est à la base des systèmes de planification actuels.

### Université Stanford
En 1985, il devient enseignant à l'université Stanford au département d'informatique, dont il assurera la direction de 1985 à 1990. Il possédait le titre d'« enseignant Kumagai » en 1991 jusqu'à sa retraite, titre qu'il portera de façon honorifique jusqu'à sa mort.
Il est le quatrième président de l'AAAI (de 1982 à 1983).

## Publications notables
- Logical Foundations of Artificial Intelligence (1976), Morgan Kaufmann.  (ISBN 978-1-493-30598-8). (with Michael Genesereth)
- Principles of Artificial Intelligence (1982), Springer-Verlag.  (ISBN 978-3-540-11340-9).
- The Mathematical Foundations of Learning Machines (1990), Morgan Kaufmann.  (ISBN 978-1-558-60123-9).
- Artificial Intelligence: A New Synthesis (1998), Morgan Kaufmann.  (ISBN 978-1-558-60467-4).
- The Quest for Artificial Intelligence (2009), Cambridge University Press.  (ISBN 978-0-521-11639-8).
- Understanding Beliefs (2014), MIT Press.  (ISBN 978-0-262-52643-2).